# Charles Dillon (14e vicomte Dillon)
Charles Henry Dillon-Lee, 14e vicomte Dillon (1810–1865), est un propriétaire foncier irlandais et anglais. Il vivait à Ditchley, Oxfordshire, en Angleterre, et est représenté en Irlande par son agent Charles Strickland.

## Jeunesse
Charles est né le 20 avril 1810 à Ely Place (une rue près de St Stephen's Green) à Dublin . Il est le fils aîné de Henry Dillon (13e vicomte Dillon) et de son épouse Henrietta Browne. Son père est le 13e vicomte Dillon de Costello-Gallen . Les Dillons sont une vieille famille anglaise qui s'est installée à Connacht et Leinster et descend de Sir Henry Dillon qui est venu en Irlande avec Jean sans Terre en 1185 . La mère de Charles est la fille aînée du colonel Dominick Geoffrey Browne, député de Mayo et sœur de Lord Oranmore et Browne. Ses parents se sont mariés en 1807 .

## Vicomte
Le 26 juillet 1832, Charles succède à son père en tant que 14e vicomte Dillon. Il hérite des terres en Irlande et en Angleterre. Les terres irlandaises sont les terres ancestrales appartenant à la famille depuis Theobald Dillon, 1er vicomte Dillon au XVIIe siècle. Ils se trouvent dans le nord-est du Connacht (comtés de Mayo et Roscommon) et dans l'ouest de Leinster (Westmeath). Le domaine en Angleterre se trouve dans l'Oxfordshire et a été acquis plus récemment par le mariage du 11e vicomte avec Charlotte Lee, fille du 2e comte de Lichfield en 1744 et l'héritage qui suit en 1776 à la mort du 4e comte de Lichfield.

## Mariage et enfants
Le 1er février 1833, il épouse Lydia Sophia Story, fille de Philip Laycock Story et de son épouse Lydia Baring. Elle est une petite-fille de Francis Baring, fondateur de la maison marchande de Londres de Barings. Ils se sont mariés à Tusmore House, dans l'Oxfordshire, en Angleterre, à l'époque la maison de son beau-père. Ils ont deux filles:
1. Ethelred Florence (décédée en 1910), jamais mariée[9]
2. Geraldine Lee Frances (décédée en 1920), épouse le capitaine Charles Augustus Drake Halford en 1859[10]

## Famine irlandaise
De 1845 à 1849, l'Irlande souffre de la grande famine. Les domaines irlandais de Lord Dillon se situent dans certaines des zones les plus touchées. Bien qu'il vive en Angleterre et qu'il soit propriétaire absent en Irlande, lui et son directeur immobilier Charles Strickland, qui vit à Loughglinn, semblent avoir été humains et semblent avoir aidé les locataires plutôt que de les expulser. Un grand vitrail dans le baptistère de la cathédrale de l'Annonciation à Ballaghaderreen, dans le comté de Roscommon, commémore Lord Dillon pour son équité en tant que propriétaire pendant la grande famine. Cette fenêtre a été offerte par sa femme. Un autre vitrail dans une chapelle du côté sud de la cathédrale commémore son agent Charles Strickland.
Lorsque les locataires Mayo de Lord Dillon sont victimes de discrimination au marché de Bellaghy dans le comté de Sligo, son agent Charles Strickland construit la ville de Newtown Dillon dans le comté de Mayo à côté de la frontière du comté. Les premières maisons étant achevées en 1846. La ville prend bientôt le nom de Charlestown en l'honneur de Charles Strickland.

## Mort et succession
Le 18 novembre 1865, Lord Dillon meurt à l'âge de 55 ans à Ditchley, au siège de la famille près de Charlbury dans l'Oxfordshire. Le titre passe à son jeune frère Theobald Dominick, qui devient le 15e vicomte Dillon .
Un monument à la mémoire du 14e vicomte avec une effigie pleine longueur en marbre blanc est érigé dans l'église All Saints (église d'Angleterre), Spelsbury, Oxfordshire. Cette œuvre est signée du sculpteur Charles Francis Fuller, qui a travaillé à Florence ,,.